# Babylon (програма)
Babylon — електронний словник і програма автоматичного перекладу, що підтримує 75 мов. Дозволяє здійснювати переклад, вказуючи на слово в тексті, завдяки вбудованій технології оптичного розпізнавання символів (OCR). 

## Історія
Компанія Babylon заснована в 1997 році в Ізраїлі. Восени того ж року був зареєстрований патент на інноваційний підхід перекладу.
На сьогоднішній день, у світі налічується кілька мільйонів індивідуальних користувачів. 
Ранні версії Babylon були безкоштовні. 
У результаті фінансових труднощів компанія Babylon була змушена змінити бізнес-модель. 
Спочатку перейшли на випуск adware-версій. Пізніше Babylon став доступний лише за гроші.
7 серпня 2010, Microsoft визначала це ПЗ як malware (ідентифікувалося як "Adware: Win32/Babylon") у власних антивірусних оновленнях, оскільки "воно порушило рекомендації, відповідно до яких Microsoft ідентифікує spyware та інше потенційно небажане програмне забезпечення".
Однак, 23 серпня 2010 Microsoft оновила запис у своїй вірусній енциклопедії, заявляючи, що розробником Babylon ліквідовано його небажану поведінку, і, таким чином, це ПЗ більше не malware.

## Основні можливості
- Переклад слів.
- Повнотекстовий переклад.
- Автоматичне визначення мови.
- Перевірка правопису.
- Виведення схожих слів, антонімів, синонімів, словосполучень, розмовних виразів і абревіатур.
- Безліч словникових статей різної тематики, включаючи жаргон та неформальну лексику.
- Тлумачення слів.
- Доступ до онлайн-енциклопедій, в тому числі до Вікіпедії (відображає перший розділ статті та посилання для подальшого читання.)
- Є функція вимови слів.
- Інтеграція в браузери та інші популярні програми.
- Додаткові словники (які можна скачати або створювати свої).

## Babylonонлайн
- Babylon Online Dictionary [Архівовано 27 листопада 2010 у Wayback Machine.]
- Бесплатный перевод Online

## Альтернативи з відкритим вихідним кодом
- StarDict
- GoldenDict